# Woldemar Oskar Döring
Woldemar Oskar Döring (* 24. Oktober 1880 in Leipzig; † 20. September 1948 in Lübeck) war ein deutscher Philosoph, Psychologe und Jurist.

## Leben
Döring studierte Jura und Philosophie in Leipzig und promovierte 1904 bei Wilhelm Wundt in Philosophie sowie 1906 in Recht. Döring war Leiter der psychologisch-philosophischen Fortbildungskurse für Lehrer in Lübeck. Bis 1934, als er aus der Reichskulturkammer wegen Mitarbeit von Wissenschaftlern „nichtarischer Abstammung“ (u. a. eintreten für William Stern) ausgeschlossen wurde, hatte er viele philosophische und psychologische Werke geschrieben. Döring kann als Mitbegründer der  Schulpsychologie gelten, u. a. entwickelte er eine „Psychologie der Schulklasse“ – die als Vorläufer heutiger Untersuchungsmethoden betrachtet wird und in den USA und Russland rezipiert wurde.
Von 1933 bis 1945 durfte Döring kein Buch mehr veröffentlichen, das war jedoch nach Döring eine „Zeit intensivsten Schaffens“. In dieser Phase sind die meisten seiner philosophischen Schriften entstanden, welche erst seit 1998 vom LIT-Verlag publiziert wurden und 11 Bände umfassen. Allerdings wurde er trotz der widrigen Umstände 1935 in Degeners Wer ist’s? aufgenommen.

## Ganzheitsphilosophie, Erkenntnis- und Wissenschaftstheorie
In seinem Frühwerk (bis 1933) setzte sich Döring mit Kant, Fichte, Schopenhauer und der Kunstphilosophie auseinander und publizierte hierfür allgemeinverständliche Werke. Dörings Ansatz war neben seinem Lehrer Wundt insbesondere durch Kant und Sterns „personalistische Philosophie“ geprägt.
In seinem von 1934 bis 1948 entstandenen Spätwerk beschäftigte sich Döring intensiv mit der Erkenntnis- und Wissenschaftstheorie einzelner Disziplinen. Er bezeichnete seinen Ansatz als Ganzheitsphilosophie, der eine der wenigen ganzheitsphilosophischen Ansätze darstellt, welche nicht durch die nationalsozialistische Weltanschauung geprägt ist. Im Fokus steht dabei das Spannungsverhältnis von „mechanistisch stückhaften Erkennen“ und dem „ganzheitlichen Erkennen“. Grundposition von Döring war: Die Wirklichkeit könne nur durch ganzheitliche Begriffe wesensgemäß aufgefasst werden; die durch das mechanistische Erkennen aufgebaute Wirklichkeit der leblosen Natur könne nicht die wahre Wirklichkeit sein.
Die posthum veröffentlichten 11 Bände beschäftigen sich mit der Erkenntnis- und Wissenschaftstheorie der Physik, der Medizin und Biologie, der Soziologie und Geschichtswissenschaft, der Rechtswissenschaft, der Kulturwissenschaft, der Sprachwissenschaft und der Psychologie. Hierbei entwickelte er in kritischer Auseinandersetzung zu Kant eine „ganzheitsphilosopische Erkenntnislehre“, die auf einer „Kritik der ganzheitlichen erkennenden Vernunft“ gründet.

## Zitate
“Die Philosophie hat die Aufgabe, das Ganze der Wirklichkeit allseitig theoretisch zu gestalten. Die Einzelwissenschaften gestalten nur einseitig den Wirklichkeitsbereich ihres besonderen Gegenstandsbegriffs.”

## Werke
- Der Anhang zum analytischen Teile der Kritik der reinen Vernunft: ṳber die Amphibolie der Reflexionsbegriffe, exegetisch-kritisch beleuchtet. Dissertation. 1904.
- Feuerbachs Straftheorie und ihr Verhältnis zur Kantischen Philosophie. Dissertation. Univ. Jena, 1906.
- Philosophie der Kunst. 1922.
- Fichte. Der Mann und sein Werk. Coleman, Lübeck 1924.
- Untersuchungen zur Psychologie des Lehrers. 1925.
- Psychoanalyse und Individualpsychologie. Coleman, Lübeck 1928.
- Pädagogische Psychologie. Band 5 der Reihe: Handbücher der neueren Erziehungswissenschaft. A. W. Zickfeldt Verlag, Osterwieck am Harz 1929.
- Psychologie der Schulklasse. Eine empirische Untersuchung. 1930.
- Die Hauptströmungen in der neueren Psychologie. Leipzig 1932.
- Das Lebenswerk Immanuel Kants. Kulturverlag, 1947.
- Schopenhauer. Hansischer Gildenverlag, Hamburg 1947.
- Das sprachwissenschaftliche Erkennen im Lichte der ganzheitsphilosophischen Erkenntnislehre. LIT, 2008.
- Philosophie des Erkennens. Grundriß der ganzheitsphilosophischen Erkenntnislehre. Ausgewählte Nachlassausgabe. LIT, 2009.